# 寝谷駅
寝谷駅（チムゴクえき）は、かつて大韓民国全羅南道谷城郡にあった韓国鉄道公社全羅線の駅である。

## 歴史
- 1936年12月16日：開業。
- 1944年6月15日：廃止。[1]
- 2004年4月：蟾津江汽車村が開業し、観光鉄道の駅となる。